# 存儲控制器
存儲控制器，CPU控制單元中，負責容納微程序的儲存裝置的一種。
存儲控制器，多作為可在微處理器中排列二極管的只讀存儲器裝機使用。其起源至少可以追溯到1947年旋風計算機所使用的"program timing matrix" 。IBM在早期的360系統中使用了ROM存儲控制器，但在后繼的370系統中，改用了既可從軟盤導入微程序，又可隨意讀寫的超高速隨機存儲器，這使得IBM可以輕松修改微程序中的程序錯誤。儘管當時默認的存儲控制器為ROM，但由于可隨意讀寫的RAM的面世，使得用戶可以自己更改計算機的微程序。
存儲控制器配有能夠使下一指令順利輸出的寄存器。定序器則負責依據微程序的執行結果來決定下一條指令的執行地址，防止各指令經由寄存器時發生衝突。在大多數設計中，其他指令也會從寄存器中通過。因為通過將下一指令的執行延緩一個周期，可以提高機器的運行速度。這種寄存器被稱作管道寄存器。下一命令的執行通常要依據上一命令的執行結果，在當前的微程序循環未完成之前無法實施。總之，存儲控制器的輸出結果都會被輸入到寄存器當中。寄存器和EPROM過去常被組裝于同一塊芯片。由決定系統循環時間的時鐘信號負責驅動寄存器。